# Kikas (calciatore 1981)
Kikas, pseudonimo di Francisco Caetano Monteiro de Assis (21 ottobre 1981), è un ex calciatore angolano, di ruolo difensore.

## Palmarès
- Girabola: 1

Interclube: 2007